# Stephanie Brown
Stephanie Brown é uma personagem das histórias em quadrinhos da editora DC Comics. Foi criada pelo escritor Chuck Dixon.

## História
Stephanie nascida em 4 de Fevereiro, é filha de um dos inimigos de Batman, o Mestre das Pistas, que perdeu toda a juventude de sua filha por sempre estar preso, como aliado da Liga da Justiça Antártica ou praticando seus crimes. Irritada por seu pai retornar ao crime, Steph desenhou seu próprio uniforme e ajudou a capturar seu próprio pai como a Salteadora. Foi durante esta aventura que ela conheceu Tim Drake, o Robin III. A partir daí, Robin e Salteadora iniciaram um turbulento relacionamento. Ela não sabia que Tim era o Robin, enquanto ele conhecia todo o passado dela.
Tempos depois, Stephanie surpreendeu Robin ao revelar que estava grávida de um namorado que sumiu após o terremoto de Gotham. Mais tarde, Steph deu seu filho para adoção. Com o tempo, várias complicações atrapalharam o relacionamento entre Salteadora e Robin. Tim sempre estava ausente em missões ou ocupado com a escola como Tim Drake.
Tim jamais pensou em revelar seu segredo à Steph. Entretanto, Batman aceitou treinar as habilidades da Salteadora e revelou a verdadeira identidade do Robin. Extremamente irado, Tim ficou chateado com Batman durante um bom tempo. Em seguida, Batman resolveu interromper o treinamento de Steph, afirmando que ela ainda não estava pronta para o trabalho, mas Salteadora continuou se aventurando pelas ruas mesmo assim. Durante este tempo, seu pai, o Mestre das Pistas, morreu enquanto trabalhava com o Esquadrão Suicida.

### Robin
Quando o pai de Tim descobriu que seu filho era o Robin, ordenou que interrompesse suas aventuras, temendo por sua segurança. Tim concordou e Stephanie procurou Batman pedindo para se tornar a nova Robin. Batman aceitou, mas rapidamente mudou de ideia pelo fato da garota mostrar certa desobediência.
Em seguida, Stephanie decidiu mostrar seu valor a Batman, atuando nas áreas de ação das famílias do crime de Gotham, desencadeando os crimes de guerra. Em seguida, ela foi capturada pelo Máscara Negra, que procurava obter informações sobre Batman, torturando-a. Ela escapou e procurou atendimento médico. Durante seus últimos momentos com vida, ela perguntou ao Batman se ela havia sido mesmo uma dos Robins. Ele afirmou que sim. Em seguida, Stephanie morreu.
Dada como morta, a personagem reaparece viva em 2008. Seu corpo na verdade foi trocado com uma vítima de overdose. Tudo teria sido um plano de Batman para que ela não fosse perseguida.

### Batgirl
Em 2009, Cassandra Cain, a até então Batgirl, concedeu a Stephanie o uniforme, enquanto lidava com problemas pessoais.
Em Os Novos 52 a personagem deixou o manto e mais tarde reapareceu como Salteadora novamente.
Foi em "Convergência", que Steph retorna como Batgirl ao lado de Cassandra e Tim. Ela é forçada pelos acontecimentos da saga a retomar o manto já que havia desistido da vida de vigilante e se dedicava a ajudar as pessoas de Gotham como auxiliar de enfermeira.

### Spoiler
Em 2014 no especial Batman Eternal #1 Steph retorna como a nova vigilante de Gotham, a Spoiler. No  Renascimento a Spoiler, a  Órfã, o  Robin Vermelho e o Cara de Barro foram escolhidos pelo Batman para ser a nova equipe de vigilantes de Gotham treinados pela Batwoman.